# 世界自転車選手権マウンテンバイク 同トライアル歴代優勝者
世界自転車選手権マウンテンバイク 同トライアル歴代優勝者（せかいじてんしゃせんしゅけんマウンテンバイク どうトライアルれきだいゆうしょうしゃ）は、マウンテンバイクレースのクロスカントリー、ダウンヒル、デュアルスラローム、フォークロス、トライアルの各種目からなる世界自転車選手権の大会において、優勝者並びに3位までの入賞者を一覧にしたものである。

## 結果

### クロスカントリー

#### クロスカントリー男子
| Event | 1st                          | 1st                | 2nd                          | 2nd                | 3rd                              | 3rd                  |
| 2020  | ジョルダン・サルー           | フランスの旗       | マティアス・フリュキガー     | スイスの旗         | ティトゥアン・キャロド           | フランスの旗         |
| 2019  | ニノ・シューター             | スイスの旗         | マティアス・フリュキガー     | スイスの旗         | ステファン・タンピエ             | フランスの旗         |
| 2018  | ニノ・シューター             | スイスの旗         | ゲルハルド・ケルシュバウマー | イタリアの旗       | マチュー・ファン・デル・プール   | オランダの旗         |
| 2017  | ニノ・シューター             | スイスの旗         | ヤロスラフ・クルハヴィー     | チェコの旗         | トーマス・リッチャー             | スイスの旗           |
| 2016  | ニノ・シューター             | スイスの旗         | ヤロスラフ・クルハヴィー     | チェコの旗         | ジュリアン・アプサロン           | フランスの旗         |
| 2015  | ニノ・シューター             | スイスの旗         | ジュリアン・アプサロン       | フランスの旗       | オンドレイ・ツィンク             | チェコの旗           |
| 2014  | ジュリアン・アプサロン       | フランスの旗       | ニノ・シューター             | スイスの旗         | マルコ・アウレリオ・フォンタナ   | イタリアの旗         |
| 2013  | ニノ・シューター             | スイスの旗         | マヌエル・フミッチ           | ドイツの旗         | ホセ・アントニオ・エルミダ       | スペインの旗         |
| 2012  | ニノ・シューター             | スイスの旗         | ルーカス・フリュキガー       | スイスの旗         | マティアス・フリュキガー         | スイスの旗           |
| 2011  | ヤロスラフ・クルハヴィー     | チェコの旗         | ニノ・シューター             | スイスの旗         | ジュリアン・アプサロン           | フランスの旗         |
| 2010  | ホセ・アントニオ・エルミダ   | スペインの旗       | ヤロスラフ・クルハヴィー     | チェコの旗         | バリー・スタンダー               | 南アフリカ共和国の旗 |
| 2009  | ニノ・シューター             | スイスの旗         | ジュリアン・アプサロン       | フランスの旗       | フローリアン・フォーゲル         | スイスの旗           |
| 2008  | クリストフ・ザウザー         | スイスの旗         | フローリアン・フォーゲル     | スイスの旗         | ラルフ・ネフ                     | スイスの旗           |
| 2007  | ジュリアン・アプサロン       | フランスの旗       | ラルフ・ネフ                 | スイスの旗         | フローリアン・フォーゲル         | スイスの旗           |
| 2006  | ジュリアン・アプサロン       | フランスの旗       | クリストフ・ザウザー         | スイスの旗         | フレドリック・ケシアコフ         | スウェーデンの旗     |
| 2005  | ジュリアン・アプサロン       | フランスの旗       | クリストフ・ザウザー         | スイスの旗         | ホセ・アントニオ・エルミダ       | スペインの旗         |
| 2004  | ジュリアン・アプサロン       | フランスの旗       | セドリック・ラバネ           | フランスの旗       | トーマス・フリッシュクネヒト     | スイスの旗           |
| 2003  | フィリップ・メラーグ         | ベルギーの旗       | ライダー・ヘスジェダル       | カナダの旗         | ルル・パウリセン                 | ベルギーの旗         |
| 2002  | ローランド・グリーン         | カナダの旗         | フィリップ・メラーグ         | ベルギーの旗       | トーマス・フリッシュクネヒト     | スイスの旗           |
| 2001  | ローランド・グリーン         | カナダの旗         | トーマス・フリッシュクネヒト | スイスの旗         | クリストフ・ザウザー             | スイスの旗           |
| 2000  | ミゲル・マルティネス         | フランスの旗       | ローランド・グリーン         | カナダの旗         | バルト・ブレンチェンス           | オランダの旗         |
| 1999  | ミカエル・ラスムッセン       | デンマークの旗     | ミゲル・マルティネス         | フランスの旗       | フィリップ・メラーグ             | ベルギーの旗         |
| 1998  | クリストフ・デュポエ         | フランスの旗       | ジェローム・キオッティ       | フランスの旗       | フィリップ・メラーグ             | ベルギーの旗         |
| 1997  | ヒューベルト・パルヒューベル | イタリアの旗       | ヘンリック・ジャルニス       | デンマークの旗     | ルカ・ブラマティ                 | イタリアの旗         |
| 1996  | トーマス・フリッシュクネヒト | スイスの旗         | ルーン・ホイダル             | ノルウェーの旗     | ヒューベルト・パルヒューベル     | イタリアの旗         |
| 1995  | バルト・ブレンチェンス       | オランダの旗       | ミゲル・マルティネス         | フランスの旗       | ヤン・エリック・エステルガールト | デンマークの旗       |
| 1994  | ヘンリック・ジャルニス       | デンマークの旗     | ティンカー・ウォーレス       | アメリカ合衆国の旗 | バルト・ブレンチェンス           | オランダの旗         |
| 1993  | ヘンリック・ジャルニス       | デンマークの旗     | Marcel Gerritsen             | オランダの旗       | ヤン・エリック・エステルガールト | デンマークの旗       |
| 1992  | ヘンリック・ジャルニス       | デンマークの旗     | トーマス・フリッシュクネヒト | スイスの旗         | デイヴィッド・ベイカー           | イギリスの旗         |
| 1991  | ジョン・トマック             | アメリカ合衆国の旗 | トーマス・フリッシュクネヒト | スイスの旗         | ネッド・オーバーエンド           | アメリカ合衆国の旗   |
| 1990  | ネッド・オーバーエンド       | アメリカ合衆国の旗 | トーマス・フリッシュクネヒト | スイスの旗         | ティム・グルード                 | イギリスの旗         |

#### クロスカントリー女子
| Event | 1st                            | 1st                | 2nd                          | 2nd                | 3rd                            | 3rd                |
| 2020  | ポーリーヌ・フェラン＝プレヴォ | フランスの旗       | エヴァ・レヒナー             | イタリアの旗       | レベッカ・マコーネル           | オーストラリアの旗 |
| 2019  | ポーリーヌ・フェラン＝プレヴォ | フランスの旗       | ヨランダ・ネフ               | スイスの旗         | レベッカ・マコーネル           | オーストラリアの旗 |
| 2018  | ケイト・コートニー             | アメリカ合衆国の旗 | アニカ・ラングヴァズ         | デンマークの旗     | エミリー・バティ               | カナダの旗         |
| 2017  | ヨランダ・ネフ                 | スイスの旗         | アニー・ラスト               | イギリスの旗       | ポーリーヌ・フェラン＝プレヴォ | フランスの旗       |
| 2016  | アニカ・ラングヴァズ           | デンマークの旗     | リー・デイヴィソン           | アメリカ合衆国の旗 | エミリー・バティ               | カナダの旗         |
| 2015  | ポーリーヌ・フェラン＝プレヴォ | フランスの旗       | イリナ・カレンティエワ       | ロシアの旗         | ヤナ・ベロモイナ               | ウクライナの旗     |
| 2014  | キャサリン・ペンドレル         | カナダの旗         | イリナ・カレンティエワ       | ロシアの旗         | リー・デイヴィソン             | アメリカ合衆国の旗 |
| 2013  | ジュリー・ブルセ               | フランスの旗       | マヤ・ヴウォシュチョヴスカ   | ポーランドの旗     | エズター・ズュス               | スイスの旗         |
| 2012  | ジュリー・ブルセ               | フランスの旗       | グン＝リタ・ダーレ・フレショ | ノルウェーの旗     | ジョージア・グールド           | アメリカ合衆国の旗 |
| 2011  | キャサリン・ペンドレル         | カナダの旗         | マヤ・ヴウォシュチョヴスカ   | ポーランドの旗     | エヴァ・レヒナー               | イタリアの旗       |
| 2010  | マヤ・ヴウォシュチョヴスカ     | ポーランドの旗     | イリナ・カレンティエワ       | ロシアの旗         | ウィロー・コーバー             | アメリカ合衆国の旗 |
| 2009  | イリナ・カレンティエワ         | ロシアの旗         | レネ・ビュベルグ             | ノルウェーの旗     | ウィロー・コーバー             | アメリカ合衆国の旗 |
| 2008  | マルガリータ・フリャナ         | スペインの旗       | ザビーネ・シュピッツ         | ドイツの旗         | イリナ・カレンティエワ         | ロシアの旗         |
| 2007  | イリナ・カレンティエワ         | ロシアの旗         | ザビーネ・シュピッツ         | ドイツの旗         | ワン・ツィンツィン             | 中華人民共和国の旗 |
| 2006  | グン＝リタ・ダーレ             | ノルウェーの旗     | イリナ・カレンティエワ       | ロシアの旗         | マリー・エリーナ・プレモン     | カナダの旗         |
| 2005  | グン＝リタ・ダーレ             | ノルウェーの旗     | マヤ・ヴウォシュチョヴスカ   | ポーランドの旗     | ペトラ・ヘンツィ               | スイスの旗         |
| 2004  | グン＝リタ・ダーレ             | ノルウェーの旗     | マヤ・ヴウォシュチョヴスカ   | ポーランドの旗     | アリソン・サイダー             | カナダの旗         |
| 2003  | ザビーネ・シュピッツ           | ドイツの旗         | アリソン・サイダー           | カナダの旗         | イリナ・カレンティエワ         | ロシアの旗         |
| 2002  | グン＝リタ・ダーレ             | ノルウェーの旗     | アンナ・シャフラニエツ       | ポーランドの旗     | ザビーネ・シュピッツ           | ドイツの旗         |
| 2001  | アリソン・ダンラップ           | アメリカ合衆国の旗 | アリソン・サイダー           | カナダの旗         | ザビーネ・シュピッツ           | ドイツの旗         |
| 2000  | マルガリータ・フリャナ         | スペインの旗       | アリソン・サイダー           | カナダの旗         | パオラ・ペッツォ               | イタリアの旗       |
| 1999  | マルガリータ・フリャナ         | スペインの旗       | アリソン・サイダー           | カナダの旗         | パオラ・ペッツォ               | イタリアの旗       |
| 1998  | ローレンス・ルブシェ           | フランスの旗       | グン＝リタ・ダーレ           | ノルウェーの旗     | アリソン・サイダー             | カナダの旗         |
| 1997  | パオラ・ペッツォ               | イタリアの旗       | ナディア・デナルギ           | イタリアの旗       | マルガリータ・フリャナ         | スペインの旗       |
| 1996  | アリソン・サイダー             | カナダの旗         | ルーシー・マッテス           | アメリカ合衆国の旗 | マリア・パオラ・ターカット     | イタリアの旗       |
| 1995  | アリソン・サイダー             | カナダの旗         | シルヴィア・フルスト         | スイスの旗         | シャンタル・ドクール           | スイスの旗         |
| 1994  | アリソン・サイダー             | カナダの旗         | スーザン・デマッテイ         | アメリカ合衆国の旗 | サラ・バランタイン             | アメリカ合衆国の旗 |
| 1993  | パオラ・ペッツォ               | イタリアの旗       | ジャニー・ロンゴ             | フランスの旗       | ルーシー・マッテス             | アメリカ合衆国の旗 |
| 1992  | シルヴィア・フルスト           | スイスの旗         | アリソン・サイダー           | カナダの旗         | ルーシー・マッテス             | アメリカ合衆国の旗 |
| 1991  | ルーシー・マッテス             | アメリカ合衆国の旗 | エヴァ・オルヴォゾヴァ       | スロバキアの旗     | シルヴィア・フルスト           | スイスの旗         |
| 1990  | ジュリアナ・フルタド           | アメリカ合衆国の旗 | サラ・バランタイン           | アメリカ合衆国の旗 | ルーシー・マッテス             | アメリカ合衆国の旗 |

### クロスカントリーエリミネーター

#### クロスカントリーエリミネーター男子
| Event | 1st                            | 1st                | 2nd                            | 2nd                  | 3rd                            | 3rd              |
| 2019  | ティトゥアン・ペラン＝ガルニエ | フランスの旗       | ヒューゴ・ブリアッタ           | フランスの旗         | ヨエル・ブルマン               | スウェーデンの旗 |
| 2018  | ティトゥアン・ペラン＝ガルニエ | フランスの旗       | ヒューゴ・ブリアッタ           | フランスの旗         | ロレンゾ・セル                 | フランスの旗     |
| 2017  | ティトゥアン・ペラン＝ガルニエ | フランスの旗       | ジモン・ゲゲンハイマー         | ドイツの旗           | ロレンゾ・セル                 | フランスの旗     |
| 2016  | ダーニエル・フェダーシュピール | オーストリアの旗   | ジモン・ゲゲンハイマー         | ドイツの旗           | ファブリス・メルス             | ベルギーの旗     |
| 2015  | ダーニエル・フェダーシュピール | オーストリアの旗   | サミュエル・ゲイズ             | ニュージーランドの旗 | ジモン・ゲゲンハイマー         | ドイツの旗       |
| 2014  | ファブリス・メルス             | ベルギーの旗       | エミル・リンドグレン           | スウェーデンの旗     | ケヴィン・ミケル               | フランスの旗     |
| 2013  | ポール・ファン・デル・プルフ   | オーストラリアの旗 | ダーニエル・フェダーシュピール | オーストリアの旗     | カトリエル・アンドレス・ソト   | アルゼンチンの旗 |
| 2012  | ラルフ・ネフ                   | スイスの旗         | ミハ・ハルゼル                 | スロベニアの旗       | ダーニエル・フェダーシュピール | オーストリアの旗 |

#### クロスカントリーエリミネーター女子
| Event | 1st                        | 1st              | 2nd                            | 2nd              | 3rd                              | 3rd              |
| 2019  | ガイア・トルメナ           | イタリアの旗     | イゾル・メッデ                 | フランスの旗     | コリン・クロージュル             | フランスの旗     |
| 2018  | コリン・クロージュル       | フランスの旗     | イリナ・ポポバ                 | ウクライナの旗   | マリオン・フロムバーガー         | ドイツの旗       |
| 2017  | カトリン・シュティルネマン | スイスの旗       | エラ・ホルメガード             | スウェーデンの旗 | ペリーヌ・クローゼル             | フランスの旗     |
| 2016  | リンダ・インダーガント     | スイスの旗       | カトリン・シュティルネマン     | スイスの旗       | ラモナ・フォルチーニ             | スウェーデンの旗 |
| 2015  | リンダ・インダーガント     | スイスの旗       | イングリッド・ボー・ヤコブセン | ノルウェーの旗   | カトリン・シュティルネマン       | スイスの旗       |
| 2014  | カトリン・シュティルネマン | スイスの旗       | リンダ・インダーガント         | スイスの旗       | イングリッド・ボー・ヤコブセン   | ノルウェーの旗   |
| 2013  | アレクサンドラ・エンゲン   | スウェーデンの旗 | ヨランダ・ネフ                 | スイスの旗       | リンダ・インダーガント           | スイスの旗       |
| 2012  | アレクサンドラ・エンゲン   | スウェーデンの旗 | ヨランダ・ネフ                 | スイスの旗       | アレクサンドラ・ダヴィドヴィチュ | ポーランドの旗   |

### マウンテンバイクマラソン

#### マウンテンバイクマラソン男子
| Event | 1st                          | 1st              | 2nd                          | 2nd              | 3rd                          | 3rd                  |
| 2019  | ダニエル・ガイスマイヤー     | コロンビアの旗   | クリスティアン・ヒネク       | チェコの旗       | サムエル・ポロ               | イタリアの旗         |
| 2018  | エンリケ・アヴァンシーニ     | ブラジルの旗     | ダニエル・ガイスマイヤー     | オーストリアの旗 | ダニエル・ガイスマイヤー     | コロンビアの旗       |
| 2017  | アルバン・ラカタ             | オーストリアの旗 | ティアゴ・フェレイラ         | ポルトガルの旗   | ダニエル・ガイスマイヤー     | オーストリアの旗     |
| 2016  | ティアゴ・フェレイラ         | ポルトガルの旗   | アルバン・ラカタ             | オーストリアの旗 | クリスティアン・ヒネク       | チェコの旗           |
| 2015  | アルバン・ラカタ             | オーストリアの旗 | クリストフ・ザウザー         | スイスの旗       | ダニエル・ガイスマイヤー     | コロンビアの旗       |
| 2014  | ヤロスラフ・クルハヴィー     | チェコの旗       | アルバン・ラカタ             | オーストリアの旗 | クリストフ・ザウザー         | スイスの旗           |
| 2013  | クリストフ・ザウザー         | スイスの旗       | アルバン・ラカタ             | ベルギーの旗     | エクトル・レオナルド・パエス | コロンビアの旗       |
| 2012  | ペリクリス・イリアス         | ギリシャの旗     | モーリツ・ミーラツ           | ドイツの旗       | クリスティアン・ヒネク       | チェコの旗           |
| 2011  | クリストフ・ザウザー         | スイスの旗       | ヤロスラフ・クルハヴィー     | チェコの旗       | ミルコ・チェレスティーノ     | イタリアの旗         |
| 2010  | アルバン・ラカタ             | ベルギーの旗     | ミルコ・チェレスティーノ     | イタリアの旗     | バリー・スタンダー           | 南アフリカ共和国の旗 |
| 2009  | ルル・パウリセン             | ベルギーの旗     | アルバン・ラカタ             | ベルギーの旗     | クリストフ・ザウザー         | スイスの旗           |
| 2008  | ルル・パウリセン             | ベルギーの旗     | クリストフ・ザウザー         | スイスの旗       | エクトル・レオナルド・パエス | コロンビアの旗       |
| 2007  | クリストフ・ザウザー         | スイスの旗       | ルル・パウリセン             | ベルギーの旗     | トマ・ディエスク             | フランスの旗         |
| 2006  | ラルフ・ネフ                 | スイスの旗       | エクトル・レオナルド・パエス | コロンビアの旗   | ルル・パウリセン             | ベルギーの旗         |
| 2005  | トーマス・フリッシュクネヒト | スイスの旗       | バルト・ブレンチェンス       | オランダの旗     | ダリオ・アクアローリ         | イタリアの旗         |
| 2004  | マッシーモ・デベルトリス     | イタリアの旗     | トマ・ディエスク             | フランスの旗     | バルト・ブレンチェンス       | オランダの旗         |
| 2003  | トーマス・フリッシュクネヒト | スイスの旗       | バルト・ブレンチェンス       | オランダの旗     | カルステン・ブレサー         | ドイツの旗           |

#### マウンテンバイクマラソン女子
| Event | 1st                            | 1st            | 2nd                          | 2nd              | 3rd                                | 3rd                  |
| 2019  | ポーリーヌ・フェラン＝プレヴォ | フランスの旗   | ブラザ・ピンタリッチ         | スロベニアの旗   | ロビン・デ・グルート               | 南アフリカ共和国の旗 |
| 2018  | アニカ・ラングヴァズ           | デンマークの旗 | クリスティーナ・コールマン   | オーストリアの旗 | マヤ・ヴウォシュチョヴスカ         | ポーランドの旗       |
| 2017  | アニカ・ラングヴァズ           | デンマークの旗 | ザビーネ・シュピッツ         | ドイツの旗       | グン＝リタ・ダーレ・フレショ       | ノルウェーの旗       |
| 2016  | ヨランダ・ネフ                 | スイスの旗     | サリー・ビガム               | イギリスの旗     | サブリナ・エノー                   | フランスの旗         |
| 2015  | グン＝リタ・ダーレ・フレショ   | ノルウェーの旗 | アニカ・ラングヴァズ         | デンマークの旗   | ザビーネ・シュピッツ               | ドイツの旗           |
| 2014  | アニカ・ラングヴァズ           | デンマークの旗 | ザビーネ・シュピッツ         | ドイツの旗       | テレザ・フリコワ                   | チェコの旗           |
| 2013  | グン＝リタ・ダーレ・フレショ   | ノルウェーの旗 | サリー・ビッグハム           | ドイツの旗       | エズター・ズュス                   | スイスの旗           |
| 2012  | アニカ・ラングヴァズ           | デンマークの旗 | グン＝リタ・ダーレ・フレショ | ノルウェーの旗   | エズター・ズュス                   | スイスの旗           |
| 2011  | アニカ・ラングヴァズ           | デンマークの旗 | ザビーネ・シュピッツ         | ドイツの旗       | エズター・ズュス                   | スイスの旗           |
| 2010  | エズター・ズュス               | スイスの旗     | ザビーネ・シュピッツ         | ドイツの旗       | アニカ・ラングヴァズ               | デンマークの旗       |
| 2009  | ザビーネ・シュピッツ           | ドイツの旗     | エズター・ズュス             | スイスの旗       | ペトラ・ヘンツィ                   | スイスの旗           |
| 2008  | グン＝リタ・ダーレ・フレショ   | ノルウェーの旗 | ザビーネ・シュピッツ         | ドイツの旗       | ピア・スンドステット               | フィンランドの旗     |
| 2007  | ペトラ・ヘンツィ               | スイスの旗     | ザビーネ・シュピッツ         | ドイツの旗       | ピア・スンドステット               | フィンランドの旗     |
| 2006  | グン＝リタ・ダーレ・フレショ   | ノルウェーの旗 | ペトラ・ヘンツィ             | スイスの旗       | エルスベス・ファンローイ＝フィンク | オランダの旗         |
| 2005  | グン＝リタ・ダーレ・フレショ   | ノルウェーの旗 | ブラザ・クレメンチッチ       | スロベニアの旗   | ペトラ・ヘンツィ                   | スイスの旗           |
| 2004  | グン＝リタ・ダーレ             | ノルウェーの旗 | イリナ・カレンティエヴァ     | ロシアの旗       | ブラザ・クレメンチッチ             | スロベニアの旗       |
| 2003  | マヤ・ヴウォシュチョヴスカ     | ポーランドの旗 | マグダレナ・サドレツカ       | ポーランドの旗   | サンドラ・クローゼ                 | ドイツの旗           |

### ダウンヒル

#### ダウンヒル男子
| Event | 1st                    | 1st                  | 2nd                      | 2nd                  | 3rd                          | 3rd                  |
| 2019  | ロイック・ブルーニ     | フランスの旗         | トロイ・ブロスナン       | オーストラリアの旗   | アマウリー・ピエロン         | フランスの旗         |
| 2018  | ロイック・ブルーニ     | フランスの旗         | マーティン・メイス       | ベルギーの旗         | ダニー・ハート               | イギリスの旗         |
| 2017  | ロイック・ブルーニ     | フランスの旗         | マイケル・ハンナー       | オーストラリアの旗   | アーロン・グウィン           | アメリカ合衆国の旗   |
| 2016  | ダニー・ハート         | イギリスの旗         | ローリー・グリーンランド | イギリスの旗         | フローラン・パイエ           | フランスの旗         |
| 2015  | ロイック・ブルーニ     | フランスの旗         | グレッグ・ミナー         | 南アフリカ共和国の旗 | ジョシュ・ブライスランド     | イギリスの旗         |
| 2014  | ジー・アサートン       | イギリスの旗         | ジョシュ・ブライスランド | イギリスの旗         | トロイ・ブロスナン           | オーストラリアの旗   |
| 2013  | グレッグ・ミナー       | 南アフリカ共和国の旗 | マイケル・ハンナー       | オーストラリアの旗   | ジャレッド・グレイヴス       | オーストラリアの旗   |
| 2012  | グレッグ・ミナー       | 南アフリカ共和国の旗 | ジー・アサートン         | イギリスの旗         | スティーヴ・スミス           | カナダの旗           |
| 2011  | ダニー・ハート         | イギリスの旗         | ダミアン・スパニョーロ   | フランスの旗         | サムエル・ブレンキンソップ   | ニュージーランドの旗 |
| 2010  | サム・ヒル             | オーストラリアの旗   | スティーヴ・スミス       | カナダの旗           | グレッグ・ミナー             | 南アフリカ共和国の旗 |
| 2009  | スティーヴ・ピート     | イギリスの旗         | グレッグ・ミナー         | 南アフリカ共和国の旗 | マイケル・ハンナー           | オーストラリアの旗   |
| 2008  | ジー・アサートン       | イギリスの旗         | スティーヴ・ピート       | イギリスの旗         | サム・ヒル                   | オーストラリアの旗   |
| 2007  | サム・ヒル             | オーストラリアの旗   | ファビアン・バレ         | フランスの旗         | ジー・アサートン             | イギリスの旗         |
| 2006  | サム・ヒル             | オーストラリアの旗   | グレッグ・ミナー         | 南アフリカ共和国の旗 | ネイザン・レニー             | オーストラリアの旗   |
| 2005  | ファビアン・バレ       | フランスの旗         | サム・ヒル               | オーストラリアの旗   | グレッグ・ミナー             | 南アフリカ共和国の旗 |
| 2004  | ファビアン・バレ       | フランスの旗         | グレッグ・ミナー         | 南アフリカ共和国の旗 | サム・ヒル                   | オーストラリアの旗   |
| 2003  | グレッグ・ミナー       | 南アフリカ共和国の旗 | ミカエル・パスカル       | フランスの旗         | ファビアン・バレ             | フランスの旗         |
| 2002  | ニコラ・ヴイヨズ       | フランスの旗         | スティーブ・ピート       | イギリスの旗         | クリス・コヴァリク           | オーストラリアの旗   |
| 2001  | ニコラ・ヴイヨズ       | フランスの旗         | スティーブ・ピート       | イギリスの旗         | グレッグ・ミナー             | 南アフリカ共和国の旗 |
| 2000  | マイルス・ロックウエル | アメリカ合衆国の旗   | スティーブ・ピート       | イギリスの旗         | ミカエル・パスカル           | フランスの旗         |
| 1999  | ニコラ・ヴイヨズ       | フランスの旗         | ミカエル・パスカル       | フランスの旗         | エリック・カーター           | アメリカ合衆国の旗   |
| 1998  | ニコラ・ヴイヨズ       | フランスの旗         | ゲルウィン・ピータース   | オランダの旗         | ミカエル・パスカル           | フランスの旗         |
| 1997  | ニコラ・ヴイヨズ       | フランスの旗         | ジョン・トマック         | アメリカ合衆国の旗   | セドリック・グラシア         | フランスの旗         |
| 1996  | ニコラ・ヴイヨズ       | フランスの旗         | ショーン・パーマー       | アメリカ合衆国の旗   | バス・デビーヴァー           | オランダの旗         |
| 1995  | ニコラ・ヴイヨズ       | フランスの旗         | フランソワ・ガシェ       | フランスの旗         | マイク・キング               | アメリカ合衆国の旗   |
| 1994  | フランソワ・ガシェ     | フランスの旗         | トミー・ヨハンソン       | スウェーデンの旗     | コーラド・ヘリン             | イタリアの旗         |
| 1993  | マイク・キング         | アメリカ合衆国の旗   | パオロ・カラメリーノ     | イタリアの旗         | マイルス・ロックウエル       | アメリカ合衆国の旗   |
| 1992  | デイヴ・キュリナン     | アメリカ合衆国の旗   | ジーミー・ディートン     | アメリカ合衆国の旗   | クリスチャン・タイユフェール | フランスの旗         |
| 1991  | アルベルト・イテン     | スイスの旗           | ジョン・トマック         | アメリカ合衆国の旗   | グレン・アダムス             | アメリカ合衆国の旗   |
| 1990  | グレッグ・ハーボルド   | アメリカ合衆国の旗   | マイク・クルーザー       | アメリカ合衆国の旗   | ポール・トーマスバーグ       | アメリカ合衆国の旗   |

#### ダウンヒル女子
| Event | 1st                          | 1st                  | 2nd                    | 2nd                | 3rd                      | 3rd                |
| 2019  | ミリアム・ニコル             | フランスの旗         | ターニー・シーグレイブ | イギリスの旗       | マリン・カビルー         | フランスの旗       |
| 2018  | レイチェル・アサートン       | イギリスの旗         | ターニー・シーグレイブ | イギリスの旗       | ミリアム・ニコル         | フランスの旗       |
| 2017  | ミランダ・ミラー             | カナダの旗           | ミリアム・ニコル       | フランスの旗       | トレーシー・ハナー       | オーストラリアの旗 |
| 2016  | レイチェル・アサートン       | イギリスの旗         | ミリアム・ニコル       | フランスの旗       | トレーシー・ハナー       | オーストラリアの旗 |
| 2015  | レイチェル・アサートン       | イギリスの旗         | マノン・カーペンター   | イギリスの旗       | トレーシー・ハナー       | オーストラリアの旗 |
| 2014  | マノン・カーペンター         | イギリスの旗         | レイチェル・アサートン | イギリスの旗       | ターニー・シーグレイブ   | イギリスの旗       |
| 2013  | レイチェル・アサートン       | イギリスの旗         | エムリーヌ・ラゴ       | フランスの旗       | トレーシー・ハナー       | オーストラリアの旗 |
| 2012  | モルガヌ・シャル             | フランスの旗         | エムリーヌ・ラゴ       | フランスの旗       | マノン・カーペンター     | イギリスの旗       |
| 2011  | エムリーヌ・ラゴ             | フランスの旗         | レイチェル・アサートン | イギリスの旗       | クレア・ブッチャー       | カナダの旗         |
| 2010  | トレーシー・モズリー         | イギリスの旗         | サブリナ・ジョニエ     | フランスの旗       | エムリーヌ・ラゴ         | フランスの旗       |
| 2009  | エムリーヌ・ラゴ             | フランスの旗         | トレーシー・モズリー   | イギリスの旗       | カスリーン・プリュイット | イギリスの旗       |
| 2008  | レイチェル・アサートン       | イギリスの旗         | サブリナ・ジョニエ     | フランスの旗       | エムリーヌ・ラゴ         | フランスの旗       |
| 2007  | サブリナ・ジョニエ           | フランスの旗         | レイチェル・アサートン | イギリスの旗       | トレーシー・ハナー       | オーストラリアの旗 |
| 2006  | サブリナ・ジョニエ           | フランスの旗         | トレーシー・モズリー   | イギリスの旗       | レイチェル・アサートン   | イギリスの旗       |
| 2005  | アンヌ＝カロリーヌ・ショソン | フランスの旗         | サブリナ・ジョニエ     | フランスの旗       | エムリーヌ・ラゴ         | フランスの旗       |
| 2004  | ヴァネッサ・クイン           | ニュージーランドの旗 | 末政実緒               | 日本の旗           | セリーヌ・グロス         | フランスの旗       |
| 2003  | アンヌ＝カロリーヌ・ショソン | フランスの旗         | サブリナ・ジョニエ     | フランスの旗       | ノルヴェン・ルケール     | フランスの旗       |
| 2002  | アンヌ＝カロリーヌ・ショソン | フランスの旗         | フィオン・グリフィス   | イギリスの旗       | ミシー・ジョーヴ         | アメリカ合衆国の旗 |
| 2001  | アンヌ＝カロリーヌ・ショソン | フランスの旗         | フィオン・グリフィス   | イギリスの旗       | レイ・ドノヴァン         | アメリカ合衆国の旗 |
| 2000  | アンヌ＝カロリーヌ・ショソン | フランスの旗         | カッチャ・レポ         | フィンランドの旗   | マーラ・ストレブ         | アメリカ合衆国の旗 |
| 1999  | アンヌ＝カロリーヌ・ショソン | フランスの旗         | カッチャ・レポ         | フィンランドの旗   | サリ・ヨルゲンセン       | スイスの旗         |
| 1998  | アンヌ＝カロリーヌ・ショソン | フランスの旗         | ノルヴェン・ルケール   | フランスの旗       | シェリー・エリオット     | アメリカ合衆国の旗 |
| 1997  | アンヌ＝カロリーヌ・ショソン | フランスの旗         | マリエレ・ザナー       | スイスの旗         | カッチャ・レポ           | フィンランドの旗   |
| 1996  | アンヌ＝カロリーヌ・ショソン | フランスの旗         | レイ・ドノヴァン       | アメリカ合衆国の旗 | ミシー・ジョーヴ         | アメリカ合衆国の旗 |
| 1995  | レイ・ドノヴァン             | アメリカ合衆国の旗   | メルセデス・ゴンザレス | スペインの旗       | ジョヴァンナ・ボナッツィ | イタリアの旗       |
| 1994  | ミシー・ジョーヴ             | アメリカ合衆国の旗   | ソフィー・ケンプ       | フランスの旗       | ジョヴァンナ・ボナッツィ | イタリアの旗       |
| 1993  | ジョヴァンナ・ボナッツィ     | イタリアの旗         | キム・ソニア           | アメリカ合衆国の旗 | ミシー・ジョーヴ         | アメリカ合衆国の旗 |
| 1992  | ジュリアナ・フルタド         | アメリカ合衆国の旗   | キム・ソニア           | アメリカ合衆国の旗 | シンディ・デヴァイン     | カナダの旗         |
| 1991  | ジョヴァンナ・ボナッツィ     | イタリアの旗         | ナタリー・フィアット   | フランスの旗       | シンディ・デヴァイン     | カナダの旗         |
| 1990  | シンディー・デヴァイン       | カナダの旗           | エラディ・ブラウン     | カナダの旗         | ペニー・デヴィッドソン   | アメリカ合衆国の旗 |

### デュアルスラローム

#### デュアルスラローム男子
| Event | 1st                  | 1st                | 2nd                  | 2nd                | 3rd                    | 3rd                |
| 2001  | ブライアン・ロープス | アメリカ合衆国の旗 | セドリック・グラシア | フランスの旗       | ウェイド・ブーツ       | オーストラリアの旗 |
| 2000  | ウェイド・ブーツ     | オーストラリアの旗 | ブライアン・ロープス | アメリカ合衆国の旗 | ミカエル・デルディック | フランスの旗       |

#### デュアルスラローム女子
| Event | 1st                          | 1st          | 2nd              | 2nd                | 3rd                | 3rd                |
| 2001  | アンヌ＝カロリーヌ・ショソン | フランスの旗 | カトリナ・ミラー | オーストラリアの旗 | タラ・ヤネス       | アメリカ合衆国の旗 |
| 2000  | アンヌ＝カロリーヌ・ショソン | フランスの旗 | タラ・ヤネス     | アメリカ合衆国の旗 | サブリナ・ジョニエ | フランスの旗       |

### フォークロス

#### フォークロス男子
| Event | 1st                      | 1st                | 2nd                      | 2nd                | 3rd                        | 3rd                |
| 2019  | ロマン・マイエ           | フランスの旗       | エリオット・ヒープ       | イギリスの旗       | フェリックス・ベッケマン   | スウェーデンの旗   |
| 2018  | クエンティン・ダービエ   | フランスの旗       | トマーシュ・スラヴィック | チェコの旗         | ミクラシュ・ネヴクラ       | チェコの旗         |
| 2017  | フェリックス・ベッケマン | スウェーデンの旗   | クエンティン・ダービエ   | フランスの旗       | ジョバンニ・ポッツォーニ   | イタリアの旗       |
| 2016  | ミチャ・エルガバー       | スロベニアの旗     | ハネス・スラヴィク       | オーストリアの旗   | ルーク・クライアー         | イギリスの旗       |
| 2015  | アイコ・ゲーラー         | ドイツの旗         | ルーク・クライアー       | イギリスの旗       | ベネディクト・ラスト       | ドイツの旗         |
| 2014  | トマーシュ・スラヴィック | チェコの旗         | Michael Měchura          | チェコの旗         | サイモン・ヴァルトバーガー | スイスの旗         |
| 2013  | ヨースト・ウィフマン     | オランダの旗       | Michael Měchura          | チェコの旗         | クエンティン・ダービエ     | フランスの旗       |
| 2012  | ロゲル・リンダークネヒト | スイスの旗         | ミハエル・ミィエフラ     | チェコの旗         | トマーシュ・スラヴィク     | チェコの旗         |
| 2011  | ミハル・プロコップ       | チェコの旗         | ロゲル・リンダークネヒト | スイスの旗         | ヨースト・ウィフマン       | オランダの旗       |
| 2010  | トマーシュ・スラヴィク   | チェコの旗         | ジャレッド・グレイブス   | オーストラリアの旗 | ミハル・プロコップ         | チェコの旗         |
| 2009  | ジャレッド・グレイブス   | オーストラリアの旗 | ローマン・サラディニ     | フランスの旗       | ヤクブ・ルハ               | チェコの旗         |
| 2008  | ラファエル・アルバレス   | スペインの旗       | ロゲル・リンダークネヒト | スイスの旗         | ミカエル・ドルディック     | フランスの旗       |
| 2007  | ブライアン・ロープス     | アメリカ合衆国の旗 | ローマン・サラディニ     | フランスの旗       | ユルク・メイヤー           | オランダの旗       |
| 2006  | ミハル・プロコップ       | チェコの旗         | ロゲル・リンダークネヒト | スイスの旗         | ギド・チュッグ             | ドイツの旗         |
| 2005  | ブライアン・ロープス     | アメリカ合衆国の旗 | ジャレッド・グレイブス   | オーストラリアの旗 | ミカエル・ドルディック     | フランスの旗       |
| 2004  | エリック・カーター       | アメリカ合衆国の旗 | ミカエル・ドルディック   | フランスの旗       | ミハル・プロコップ         | チェコの旗         |
| 2003  | ミハル・プロコップ       | チェコの旗         | エリック・カーター       | アメリカ合衆国の旗 | ブライアン・ロープス       | アメリカ合衆国の旗 |
| 2002  | ブライアン・ロープス     | アメリカ合衆国の旗 | セドリック・グラシア     | フランスの旗       | エリック・カーター         | アメリカ合衆国の旗 |

#### フォークロス女子
| Event | 1st                          | 1st                | 2nd                      | 2nd                | 3rd                      | 3rd                |
| 2019  | ロマーナ・ラボウンコヴァ     | チェコの旗         | ナターシャ・ブラッドリー | イギリスの旗       | マチルデ・バーナード     | フランスの旗       |
| 2018  | ロマーナ・ラボウンコヴァ     | チェコの旗         | ナターシャ・ブラッドリー | イギリスの旗       | ラファエラ・リヒター     | ドイツの旗         |
| 2017  | キャロライン・ブキャナン     | オーストラリアの旗 | ロマーナ・ラボウンコヴァ | チェコの旗         | ヘレン・フルワース       | オーストリアの旗   |
| 2016  | キャロライン・ブキャナン     | オーストラリアの旗 | フランツィスカ・マイヤー | ドイツの旗         | アネク・ベールテン       | オランダの旗       |
| 2015  | アネク・ベールテン           | オランダの旗       | Lucia Oetjen             | スイスの旗         | シュテフィ・マルト       | ドイツの旗         |
| 2014  | ケイティー・カード           | イギリスの旗       | アネク・ベールテン       | オランダの旗       | シュテフィ・マルト       | ドイツの旗         |
| 2013  | キャロライン・ブキャナン     | オーストラリアの旗 | ケイティー・カード       | イギリスの旗       | セリーヌ・グロー         | フランスの旗       |
| 2012  | アネーク・ベールテン         | オランダの旗       | ロマーナ・ラボウンコヴァ | チェコの旗         | セリーヌ・グロス         | フランスの旗       |
| 2011  | アネーク・ベールテン         | オランダの旗       | フィオン・グリフィス     | イギリスの旗       | セリーヌ・グロス         | フランスの旗       |
| 2010  | キャロライン・ブキャナン     | オーストラリアの旗 | ヤーナ・ホラコヴァ       | チェコの旗         | ロマーナ・ラボウンコヴァ | チェコの旗         |
| 2009  | キャロライン・ブキャナン     | オーストラリアの旗 | ジル・キントナー         | アメリカ合衆国の旗 | メリッサ・ブール         | アメリカ合衆国の旗 |
| 2008  | メリッサ・ブール             | アメリカ合衆国の旗 | ヤーナ・ホラコヴァ       | チェコの旗         | ロマーナ・ラボウンコヴァ | チェコの旗         |
| 2007  | ジル・キントナー             | アメリカ合衆国の旗 | アネーク・ベールテン     | オランダの旗       | メリッサ・ブール         | アメリカ合衆国の旗 |
| 2006  | ジル・キントナー             | アメリカ合衆国の旗 | アネーク・ベールテン     | オランダの旗       | アニタ・モルシック       | オーストリアの旗   |
| 2005  | ジル・キントナー             | アメリカ合衆国の旗 | カトリナ・ミラー         | オーストラリアの旗 | タラ・ヤネス             | アメリカ合衆国の旗 |
| 2004  | ヤーナ・ホラコヴァ           | チェコの旗         | ジル・キントナー         | アメリカ合衆国の旗 | タラ・ヤネス             | アメリカ合衆国の旗 |
| 2003  | アンヌ＝カロリーヌ・ショソン | フランスの旗       | サブリナ・ジョニエ       | フランスの旗       | ジル・キントナー         | アメリカ合衆国の旗 |
| 2002  | アンヌ＝カロリーヌ・ショソン | フランスの旗       | カトリナ・ミラー         | オーストラリアの旗 | サブリナ・ジョニエ       | フランスの旗       |

### トライアル

#### トライアル男子 20インチ
| Event | 1st                              | 1st              | 2nd                              | 2nd            | 3rd                      | 3rd            |
| 2019  | ドミニク・オズワルド             | ドイツの旗       | ボルハ・コネホス                 | スペインの旗   | イオン・アレイティオ     | スペインの旗   |
| 2018  | トーマス・ペチャッカー           | オーストリアの旗 | イオン・アレイティオ             | スペインの旗   | ドミニク・オズワルド     | ドイツの旗     |
| 2017  | アベル・ムスティエレス・ガルシア | スペインの旗     | ドミニク・オズワルド             | ドイツの旗     | イオン・アレイティオ     | スペインの旗   |
| 2016  | アベル・ムスティエレス・ガルシア | スペインの旗     | ベニト・ロス・チャラル           | スペインの旗   | イオン・アレイティオ     | スペインの旗   |
| 2015  | アベル・ムスティエレス・ガルシア | スペインの旗     | ルシエン・ライザー               | スイスの旗     | ベニト・ロス・チャラル   | スペインの旗   |
| 2014  | ベニト・ロス・チャラル           | スペインの旗     | アベル・ムスティエレス・ガルシア | スペインの旗   | ラファエル・ピルス       | ドイツの旗     |
| 2013  | アベル・ムスティエレス・ガルシア | スペインの旗     | オーレリアン・フォントノア       | フランスの旗   | ベニト・ロス・チャラル   | スペインの旗   |
| 2012  | ベニト・ロス・チャラル           | スペインの旗     | アベル・ムスティエレス・ガルシア | スペインの旗   | ヴァンサン・エルマンス   | フランスの旗   |
| 2011  | ベニト・ロス・チャラル           | スペインの旗     | アベル・ムスティエレス・ガルシア | スペインの旗   | ジユ・クステイエ         | フランスの旗   |
| 2010  | ベニト・ロス・チャラル           | スペインの旗     | アベル・ムスティエレス・ガルシア | スペインの旗   | Rick KOEKOEK             | オランダの旗   |
| 2009  | ベニト・ロス・チャラル           | スペインの旗     | ラファル・クモロウスキ           | ポーランドの旗 | ロリス・ブラウン         | スイスの旗     |
| 2008  | ベニト・ロス・チャラル           | スペインの旗     | ラファル・クモロウスキ           | ポーランドの旗 | セバスティアン・ホフマン | ドイツの旗     |
| 2007  | ベニト・ロス・チャラル           | スペインの旗     | カルレス・ディアス・コディーナ   | スペインの旗   | ダニエル・コマス・リエナ | スペインの旗   |
| 2006  | マルコ・ヘーゼル                 | ドイツの旗       | カルレス・ディアス・コディーナ   | スペインの旗   | ベニト・ロス・チャラル   | スペインの旗   |
| 2005  | ベニト・ロス・チャラル           | スペインの旗     | マルコ・ヘーゼル                 | ドイツの旗     | デラペーニャ・カタラン   | スペインの旗   |
| 2004  | ベニト・ロス・チャラル           | スペインの旗     | マルコ・ヘーゼル                 | ドイツの旗     | ラファル・クモロウスキ   | ポーランドの旗 |
| 2003  | ベニト・ロス・チャラル           | スペインの旗     | マルコ・ヘーゼル                 | ドイツの旗     | ヴァンサン・エルマンス   | フランスの旗   |
| 2002  | マルコ・ヘーゼル                 | ドイツの旗       | ファン・アントニオ・リナレス     | スペインの旗   | ピーター・バルタック     | スロバキアの旗 |

#### トライアル男子 26インチ
| Event | 1st                      | 1st          | 2nd                        | 2nd          | 3rd                    | 3rd          |
| 2019  | セルギ・ロングエラス     | スペインの旗 | ニコラス・ヴァリー         | フランスの旗 | ジャック・カーシー     | イギリスの旗 |
| 2018  | ジャック・カーシー       | イギリスの旗 | セルギ・ロングエラス       | スペインの旗 | ニコラス・ヴァリー     | フランスの旗 |
| 2017  | ジャック・カーシー       | イギリスの旗 | ニコラス・ヴァリー         | フランスの旗 | ケニー・ベラーイ       | ベルギーの旗 |
| 2016  | ジャック・カーシー       | イギリスの旗 | ジユ・クステイエ           | フランスの旗 | ケニー・ベラーイ       | ベルギーの旗 |
| 2015  | ヴァンサン・エルマンス   | フランスの旗 | ジャック・カーシー         | イギリスの旗 | ケニー・ベラーイ       | ベルギーの旗 |
| 2014  | ジユ・クステイエ         | フランスの旗 | オーレリアン・フォントノア | フランスの旗 | ケニー・ベラーイ       | ベルギーの旗 |
| 2013  | ヴァンサン・エルマンス   | フランスの旗 | ジユ・クステイエ           | フランスの旗 | ケニー・ベラーイ       | ベルギーの旗 |
| 2012  | ジユ・クステイエ         | フランスの旗 | オーレリアン・フォントノア | フランスの旗 | ケニー・ベラーイ       | ベルギーの旗 |
| 2011  | ジユ・クステイエ         | フランスの旗 | ケニー・ベラーイ           | ベルギーの旗 | ヴァンサン・エルマンス | フランスの旗 |
| 2010  | ケニー・ベラーイ         | ベルギーの旗 | ベニト・ロス・チャラル     | スペインの旗 | マルク・カイソ         | フランスの旗 |
| 2009  | ジユ・クステイエ         | フランスの旗 | ケニー・ベラーイ           | ベルギーの旗 | ヴァンサン・エルマンス | フランスの旗 |
| 2008  | ジユ・クステイエ         | フランスの旗 | ヴァンサン・エルマンス     | フランスの旗 | ダニエル・コマス       | スペインの旗 |
| 2007  | ヴァンサン・エルマンス   | フランスの旗 | ジャコモ・クステイエ       | フランスの旗 | ケニー・ベラーイ       | ベルギーの旗 |
| 2006  | ケニー・ベラーイ         | ベルギーの旗 | ヴァンサン・エルマンス     | フランスの旗 | ジャコモ・クステイエ   | フランスの旗 |
| 2005  | ケニー・ベラーイ         | ベルギーの旗 | ヴァンサン・エルマンス     | フランスの旗 | ベニト・ロス・チャラル | スペインの旗 |
| 2004  | ダニエル・コマス・リエラ | スペインの旗 | ヴァンサン・エルマンス     | フランスの旗 | マルク・カイソ         | フランスの旗 |
| 2003  | ジャコモ・クステイエ     | フランスの旗 | マルク・カイソ             | フランスの旗 | ケニー・ベラーイ       | ベルギーの旗 |
| 2002  | ケニー・ベラーイ         | ベルギーの旗 | マルク・ビンコ             | フランスの旗 | マルク・カイソ         | フランスの旗 |

#### トライアル女子
| Event | 1st                          | 1st                | 2nd                               | 2nd                | 3rd                          | 3rd                |
| 2019  | ニナ・ライヘンバッハ         | ドイツの旗         | ヴェラ・バロン                    | スペインの旗       | マノン・バスビル             | フランスの旗       |
| 2018  | ニナ・ライヘンバッハ         | ドイツの旗         | マノン・バスビル                  | フランスの旗       | ジャニーン・ジャングフェルス | オーストラリアの旗 |
| 2017  | ニナ・ライヘンバッハ         | ドイツの旗         | ナディン・コマルク                | スウェーデンの旗   | イレネ・カミノス             | スペインの旗       |
| 2016  | ニナ・ライヘンバッハ         | ドイツの旗         | ジャニーン・ジャングフェルス      | オーストラリアの旗 | ペリーヌ・デバハイブ         | ベルギーの旗       |
| 2015  | ジャニーン・ジャングフェルス | オーストラリアの旗 | タチアナ・ヤニコヴァ              | スロバキアの旗     | ニナ・ライヘンバッハ         | ドイツの旗         |
| 2014  | タチアナ・ヤニコヴァ         | スロバキアの旗     | ニナ・ライヘンバッハ              | ドイツの旗         | ヘンマ・アバント・コンダル   | スペインの旗       |
| 2013  | タチアナ・ヤニコヴァ         | スロバキアの旗     | ヘンマ・アバント・コンダル        | スペインの旗       | ジャニーン・ユンフェルス     | オーストラリアの旗 |
| 2012  | ヘンマ・アバント・コンダル   | スペインの旗       | アンドレア・ウェスプ              | ドイツの旗         | タチアナ・ヤニコヴァ         | スロバキアの旗     |
| 2011  | カリン・ムーア               | スイスの旗         | ヘンマ・アバント・コンダル        | スペインの旗       | ミレイア・アバント・コンダル | スペインの旗       |
| 2010  | ヘンマ・アバント・コンダル   | スペインの旗       | カリン・ムーア                    | スイスの旗         | タチアナ・ヤニコヴァ         | スロバキアの旗     |
| 2009  | カリン・ムーア               | スイスの旗         | ジュリー・ペセンティ              | フランスの旗       | ヘンマ・アバント・コンダル   | スペインの旗       |
| 2008  | ヘンマ・アバント・コンダル   | スペインの旗       | カリン・ムーア                    | スイスの旗         | ジュリー・ペセンティ         | フランスの旗       |
| 2007  | カリン・ムーア               | スイスの旗         | ヘンマ・アバント・コンダル        | フランスの旗       | ミレイア・アバント・コンダル | フランスの旗       |
| 2006  | カリン・ムーア               | スイスの旗         | ミレイア・アバント・コンダル      | フランスの旗       | ヘンマ・アバント・コンダル   | フランスの旗       |
| 2005  | カリン・ムーア               | スイスの旗         | アン=クリスティ・ベッテンハウゼン | ドイツの旗         | ミレイア・アバント・コンダル | フランスの旗       |
| 2004  | カリン・ムーア               | スイスの旗         | アン=クリスティ・ベッテンハウゼン | ドイツの旗         | ミレイア・アバント・コンダル | フランスの旗       |
| 2003  | カリン・ムーア               | スイスの旗         | アン=クリスティ・ベッテンハウゼン | ドイツの旗         | ルーシー・ミラモン           | フランスの旗       |
| 2002  | カリン・ムーア               | スイスの旗         | ルーシー・ミラモン                | フランスの旗       | フローリアン・コンベ         | フランスの旗       |